# 62-й укреплённый район
62-й укреплённый район (Брест-Литовский), также 62-й укреплённый район (Спас-Деменский) — формирование (воинская часть) и оборонительное сооружение (укреплённый район) РККА вооружённых сил СССР, до и во время Великой Отечественной войне.
Сокращённое наименование формирования — 62 УР.
Сокращённое наименование сооружения — Брест-Литовский укрепрайон, БЛУР, Спас-Деменский укрепрайон, СДУР.

## История

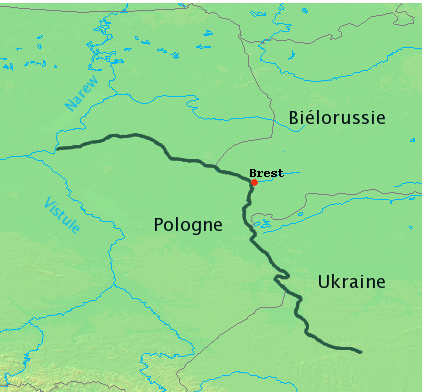
р. Западный Буг

г. Семятичи

### Как фортификационное сооружение
Строительство укреплённого района начато 26 июня 1940 года. Полоса обороны района имела протяжённость 180 километров (от станции Бернады до города Семятичи) в полосе обороны 4-й армии Западного Особого военного округа. Первая линия возводилась по восточному берегу реки Западный Буг и повторяла начертание её русла. Полоса предполья создавалась только в районе города Дрохичина. Основные участки обороны: Брестский, Семятический и Волчинский. Предполагалось создание 10 узлов обороны с 380 долговременными оборонительными сооружениями.
К началу Великой Отечественной войны были забетонированы от 128 до 168 дотов, 23 из которых (8 в районе Бреста; 3 южнее Бреста, 6 в районе Дрохичина и 6 в районе Семятичей) находились в полной боевой готовности — с гарнизонами, вооружением, боезапасом. Строительство обороны в глубину начато не было. Всего относительно готовы для обороны были около 90 ДОТов, реально в боевых действиях были задействованы около 50, в том числе недостроенных.

### Как воинская часть

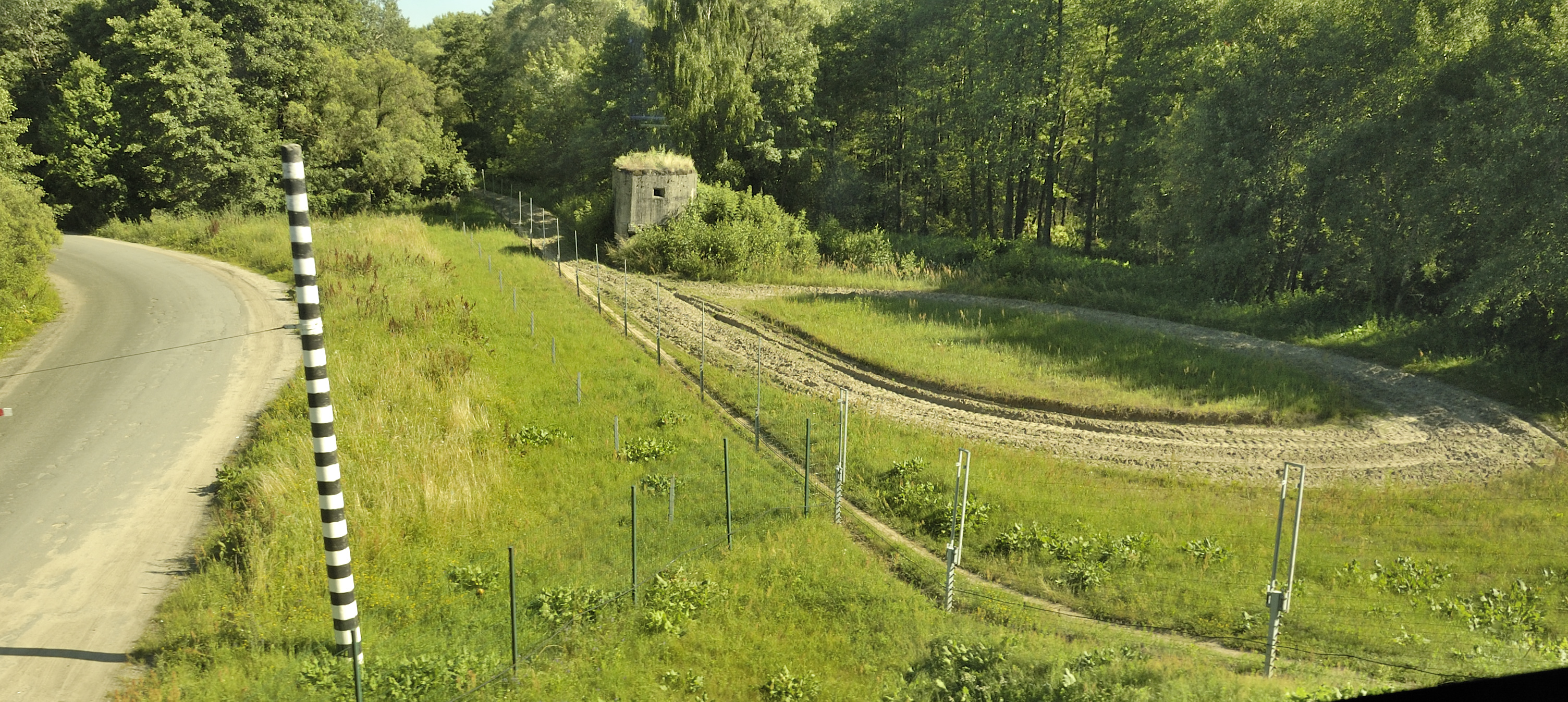
ДОТ на берегу Западного Буга

Сформирован 4 июня 1941 года в Белорусском особом военном округе. Гарнизон района к началу войны составляли три пулемётно-артиллерийских батальона. Из трёх пулемётно-артиллерийских батальонов численностью по 350—400 человек проводилось развёртывание пяти батальонов по 1500 человек каждый. Прибывший на укомплектование формируемых батальонов необученный личный состав включался пока в состав 16-го, 17-го и 18-го пулемётно-артиллерийских батальонов. Оружие и даже обмундирование на вновь прибывших к 22 июня 1941 года ещё не поступило.
К 22 июня 1941 года штаб района из Бреста передислоцировался в Высоко-Литовск. 16-й отдельный пулемётно-артиллерийский батальон числом в 316 человек занимал позиции близ Дрохичина, 17-й батальон числом в 350 человек дислоцировался близ Семятычи, 18-й батальон числом в 347 человек занимал позиции в Бресте, его третья рота находилась близ Волчина.
В действующей армии с 22 июня 1941 года по 1 декабря 1941 года.
Все подразделения укреплённого района вступили в бои 22 июня 1941 года. Две роты 18-го отдельного пулемётно-артиллерийского батальона в Бресте и южнее его отражали атаки противника: 1-я рота у деревни Речица в течение 6 часов, 2-я рота на окраине Бреста отразила 11 атак. Обе роты погибли полностью. 3-я рота, находящаяся на значительном удалении от Бреста вела бои в укреплениях два дня, и лишь когда закончились боеприпасы, противник сумел подорвать укрепления. От роты в живых осталось два человека. 17-й пулемётно-артиллерийский батальон стоял на коммуникациях от Буга на Семятычи. Один из ДОТов батальона вёл оборону 13 дней, когда кончились боеприпасы, гарнизон ДОТа отказался сдаться и был сожжён огнемётами. 1-я рота 16-го батальона сражалась до 26 июня 1941 года, и затем, покинув ДОТы, начала отход к станции Нурец. От второй роты после боёв осталось только несколько раненых бойцов; третья рота погибла в полном составе у деревни Путковицы. Остатки 17-го и 18-го артпульбатов присоединились к 49-й стрелковой дивизии и далее отступали вместе с ней.
Между тем, штаб укрепрайона во главе с его комендантом, 21 июня 1941 года перебравшегося из Бреста в Высоко-Литовск и 74-е управление строительства (строившее фортификационные сооружения) с началом войны приступили к эвакуации и маршрутом Клещеле — Беловежа — Тиховоля — Волковыск — Слоним ушли на восток. В районе Слонима личный строевой и младший начальствующий состав, а также служащие строительных батальонов, были переданы в распоряжение 137-й стрелковой дивизии, а штаб района был отправлен в Минск, но направился в обход Слуцка в Гомель.
На базе штаба района в августе 1941 года было создано фактически второе формирование 62-го укреплённого района под названием Спас-Деменский. Полоса района была отведена для строительства укреплений ещё в мае 1941 года и простиралась на 130 километров по Десне от её истока через Ельню до приблизительно железнодорожного моста через Десну (включая его) на перегоне Рославль — Бетлица (Карта района). Строительство района как фортификационного сооружения планировалось на 1942 год и по плану район должен был состоять из 1357 сооружений, разделённых между 92 опорными пунктами, в свою очередь входящих в 21 узел обороны. В течение августа-сентября 1941 года районом производилось строительство укреплений по Десне южнее Ельни, где сформировалась линия фронта. 2 октября 1941 года войска противника в полосе района, форсировав Десну, нанесли массированный удар (Операция «Тайфун») и укреплённый район, как воинскую часть, с этого дня можно считать уничтоженным.
Расформирован 1 декабря 1941 года

#### Состав в июне 1941 года
Комендант: генерал-майор М. И. Пузырёв (погиб 18 ноября 1941)
- штаб
  - Начальник штаба: полковник А. С. Леута
  - Начальник оперативного отделения штаба: капитан И. М. Дементьев (по данным интернет-ресурса «ОБД Мемориал» пропал без вести в 1941 году)[6]
  - Начальник отделения тыла штаба: полковой комиссар И. И. Лаговский (по данным интернет-ресурса «ОБД Мемориал» пропал без вести в 1941 году)[7]

Военно-политическое руководство:
- Начальник политотдела: полковой комиссар И. Г. Чепиженко (по данным интернет-ресурса «ОБД Мемориал» пропал без вести в 1941 году)[8]
- Заместитель начальника политотдела: старший батальонный комиссар А. К. Мурашко
- Секретарь парткомиссии политотдела: батальонный комиссар В. А. Угланов

Командный состав
- Начальник артиллерии: подполковник И. Ф. Усов
- Начальник штаба артиллерии: майор П. П. Хромов (по данным интернет-ресурса «ОБД Мемориал» пропал без вести в 1941)[9]
- Начальник службы артиллерийского снабжения: интендант 2-го ранга (майор интендантской службы) А. М. Фадеев (по данным интернет-ресурса «ОБД Мемориал» пропал без вести в 1941 году)[10]
- Врач: военврач 3-го ранга И. Я. Шеститко (по данным интернет-ресурса «Память народа» пропал без вести в 1941 году)
- Главный инженер: майор А. П. Павлов

Строевые подразделения
- 16-й отдельный пулемётно-артиллерийский батальон, командир — капитан Н. П. Бирюков (по данным интернет-ресурса «ОБД Мемориал» пропал без вести в июне 1941 года)
- 17-й отдельный пулемётно-артиллерийский батальон, командир — капитан А. И. Постовалов (по данным интернет-ресурса «ОБД Мемориал» пропал без вести в 1941 году)
- 18-й отдельный пулемётно-артиллерийский батальон, командир — капитан А. В. Назаров (по данным интернет-ресурса «ОБД Мемориал» пропал без вести в 1941 году)
- 130-й отдельный пулемётно-артиллерийский батальон
- 132-й отдельный пулемётно-артиллерийский батальон
- 137-й отдельный пулемётно-артиллерийский батальон
- 75-я отдельная пулемётно-артиллерийская рота
- 77-я отдельная пулемётно-артиллерийская рота
- 83-я отдельная пулемётно-артиллерийская рота
- 245-я отдельная рота связи, командир — старший лейтенант В. И. Палей
- 18-я отдельная сапёрная рота

#### Состав второго формирования
Состав второго формирования неизвестен.

#### В составе
| Дата            | Фронт (округ)   | Армия     | Корпус (группа) | Примечания                                    |
| --------------- | --------------- | --------- | --------------- | --------------------------------------------- |
| 22.06.1941 года | Западный фронт  | 4-я армия | —               | —                                             |
| 01.07.1941 года | Западный фронт  | 4-я армия | —               | —                                             |
| 10.07.1941 года | Западный фронт  | —         | —               | —                                             |
| 01.08.1941 года | Западный фронт  | —         | —               | в распоряжении Главкома Западного направления |
| 01.09.1941 года | Резервный фронт | —         | —               | в распоряжении Главкома Западного направления |
| 01.10.1941 года | Резервный фронт | —         | —               | —                                             |
| 01.11.1941 года | —               | —         | —               | данных нет                                    |
| 01.12.1941 года | —               | —         | —               | данных нет                                    |